# Launceston Tennis International

El Launceston Tennis International es un torneo de tenis profesional jugado en exteriores canchas duras. Es parte del Federación Internacional de Tenis (ITF) y se ha celebrado en Launceston, Tasmania, Australia, desde el año 2012. En 2014 fue ascendido a una categoría de evento de $50.000, después de haber sido una categoría de evento $ 25.000 los dos años anteriores.
A partir de 2015 el Launceston Tenis Internacional añadirá el torneo a los ATP Challenger.

## Resultados

### Masculino

#### Individuales
| Año  | Campeón          | Finalista        | Resultado      |
| ---- | ---------------- | ---------------- | -------------- |
| 2015 | Bjorn Fratangelo | Chung Hyeon      | 4–6, 6–2, 7–5  |
| 2016 | Blake Mott       | Andrey Golubev   | 6–74, 6–1, 6–2 |
| 2017 | Noah Rubin       | Mitchell Krueger | 6–0, 6–1       |
| 2018 | Marc Polmans     | Bradley Mousley  | 6–2, 6–2       |
| 2019 | Lloyd Harris     | Lorenzo Giustino | 6–2, 6–2       |

#### Dobles
| Año  | Campeones                    | Finalistas                     | Resultado         |
| ---- | ---------------------------- | ------------------------------ | ----------------- |
| 2015 | Radu Albot Mitchell Krueger  | Adam Hubble Jose Rubin Statham | 3–6, 7–5, [11-9]  |
| 2016 | Luke Saville Jordan Thompson | Dayne Kelly Matt Reid          | 1–6, 6–4, [13–11] |
| 2017 | Bradley Mousley Luke Saville | Alex Bolt Andrew Whittington   | 6–2, 6–1          |
| 2018 | Alex Bolt Bradley Mousley    | Sekou Bangoura Nathan Pasha    | 7–6 (6), 6–0      |
| 2019 | Max Purcell Luke Saville     | Hiroki Moriya Mohamed Safwat   | 7–5, 6–4          |

### Femenino

#### Individuales
| Año                    | Campeón          | Finalista         | Resultado      |
| ---------------------- | ---------------- | ----------------- | -------------- |
| ↓ Torneos de $25,000 ↓ |                  |                   |                |
| 2012                   | Yulia Putintseva | Lesley Kerkhove   | 6–1, 6–3       |
| 2013                   | Storm Sanders    | Shuko Aoyama      | 6–4, 6–4       |
| ↓ Torneos de $50,000 ↓ |                  |                   |                |
| 2014                   | Olivia Rogowska  | Irena Pavlovic    | 5–7, 6–4, 6–0  |
| 2015                   | Daria Gavrilova  | Tereza Mrdeža     | 6–1, 6–2       |
| ↓ Torneos de $75,000 ↓ |                  |                   |                |
| 2016                   | Han Xinyun       | Alla Kudryavtseva | 6–1, 6–1       |
| ↓ Torneos de $60,000 ↓ |                  |                   |                |
| 2017                   | Jamie Loeb       | Tamara Zidanšek   | 7–6(4), 6–3    |
| ↓ Torneos de $25,000 ↓ |                  |                   |                |
| 2018                   | Gabriella Taylor | Asia Muhammad     | 6–3, 6–4       |
| ↓ Torneos de $60,000 ↓ |                  |                   |                |
| 2019                   | Elena Rybakina   | Irina Khromacheva | 7–5, 3–3, ret. |

#### Dobles
| Año                    | Campeones                        | Finalistas                         | Resultado        |
| ---------------------- | -------------------------------- | ---------------------------------- | ---------------- |
| ↓ Torneos de $25,000 ↓ |                                  |                                    |                  |
| 2012                   | Shuko Aoyama Kotomi Takahata     | Hsieh Shu-ying Zheng Saisai        | 6–4, 6–4         |
| 2013                   | Ksenia Lykina Emily Webley-Smith | Allie Kiick Erin Routliffe         | 7–5, 6–3         |
| ↓ Torneos de $50,000 ↓ |                                  |                                    |                  |
| 2014                   | Monique Adamczak Olivia Rogowska | Kamonwan Buayam Zuzana Zlochová    | 6–2, 6–4         |
| 2015                   | Han Xinyun Junri Namigata        | Wang Yafan Yang Zhaoxuan           | 6–4, 3–6, [10–6] |
| ↓ Torneos de $75,000 ↓ |                                  |                                    |                  |
| 2016                   | You Xiaodi Zhu Lin               | Nadiia Kichenok Mandy Minella      | 2–6, 7–5, [10–7] |
| ↓ Torneos de $60,000 ↓ |                                  |                                    |                  |
| 2017                   | Monique Adamczak Nicole Melichar | Georgia Bresciak Tamara Zidanšek   | 6–1, 6–2         |
| ↓ Torneos de $25,000 ↓ |                                  |                                    |                  |
| 2018                   | Jessica Moore Ellen Perez        | Laura Robson Valeria Savinykh      | 7–6 (5), 6–4     |
| ↓ Torneos de $60,000 ↓ |                                  |                                    |                  |
| 2019                   | Chang Kai-chen Ching-wen Hsu     | Alexandra Bozovic Isabelle Wallace | 6–2, 6–4         |